# 段光洪
段光洪（1925年—1951年4月11日），四川省郫縣人，中國共產黨員，成都私立樹德中學，國防部第二廳技術研究室研究員，洩漏軍情給中共中央社會部台灣工作站被判處死刑，1951年4月11日槍決於台北水源路刑場。

## 生平
段光洪，1925年生於四川省郫縣，成都私立樹德中學畢業，1948年重慶大學電機系畢業，畢業後即進入國防部第二廳技術研究室工作，擔任研究員。1949年1月隨國防部第二廳轉進台灣。
1948年中共中央社會部部長李克農先後派遣朱芳春(化名非)、蕭明華及凱等多名特工赴台發展組織，非開辦「實用心理學補習班」講課，藉機吸收組織成員，成立「臺灣青年解放同盟」和「新民主主義青年團」。非在國語日報擔任編輯，實際上則是執行情報工作，吸收組織成員、策動國語日報高層及蒐集文教方面情報。嚴明森、馬學樅都在國語日報任職，受非領導，擔任交通工作。1949年10月于非回台後，將組織名稱改為中共中央社會部台灣工作站，負責情報偵蒐與策反工作。
段光洪在重慶大學就讀時，與同學劉耀光交好，段光洪來台後孤身一人去信劉耀光詢問介紹在台友人，劉耀光告知段光洪可前往國語日報社透過一位姓馬的找嚴明森，段光洪到國語日報找到馬學樅，並順利與嚴明森搭上線。段光洪加入組織後提供嚴明森國防部第二廳人員名單及工作分工情形，並且將技術室使用之統計機的來源提供給嚴明森，同時將統計之密碼破譯方式告知嚴明森 。
1950年2月情治機關發覺于非身分，在于非住處逮捕蕭明華，非將相關檔案移藏嚴明森處，前往花蓮孫玉林處躲藏。于非透過孫玉林、周一粟買通白靜寅取得諜報證，1950年3月22日于非帶著包含「海南島作戰計畫書」、「臺灣省作戰計畫書」等多達二十幾種相關軍事情報之相片膠卷，從基隆搭船往香港返回上海，同年5月海南島全島遭到中共解放。
1950年5月26日嚴明森遭到逮捕，相關檔案即一具發報機被起出，6月12日段光洪也在國防部遭到傳訊。隨著保密局安插幹員至各牢房監聽與策反相關成員，案情逐漸擴大，中共中央社會部台灣站瓦解，上百人受到牽連抓捕，1951年7月全案偵查進入後續收網階段，調查局在香港新聞天地週刊刊登整刊的特稿，以李克農照片為封面，標題中共社會部首領李克農的潛台組織已被一網打盡。
段光洪洩漏情報單位電報重要的破譯密碼，並且因為洩漏情報給中共中央社會部台灣站成員嚴明森，1950年12月27日被判處死刑，1951年4月11日槍決於水源路刑場。

## 紀念
2013年10月，北京西山國家森林公園的無名英雄廣場上立有無名英雄紀念碑，為紀念來台灣在1950年代被處決「隱避戰線烈士」而設立，段光洪銘刻於紀念碑上，為中共國家安全部追認之中華人民共和國烈士。